# Rita Guerra

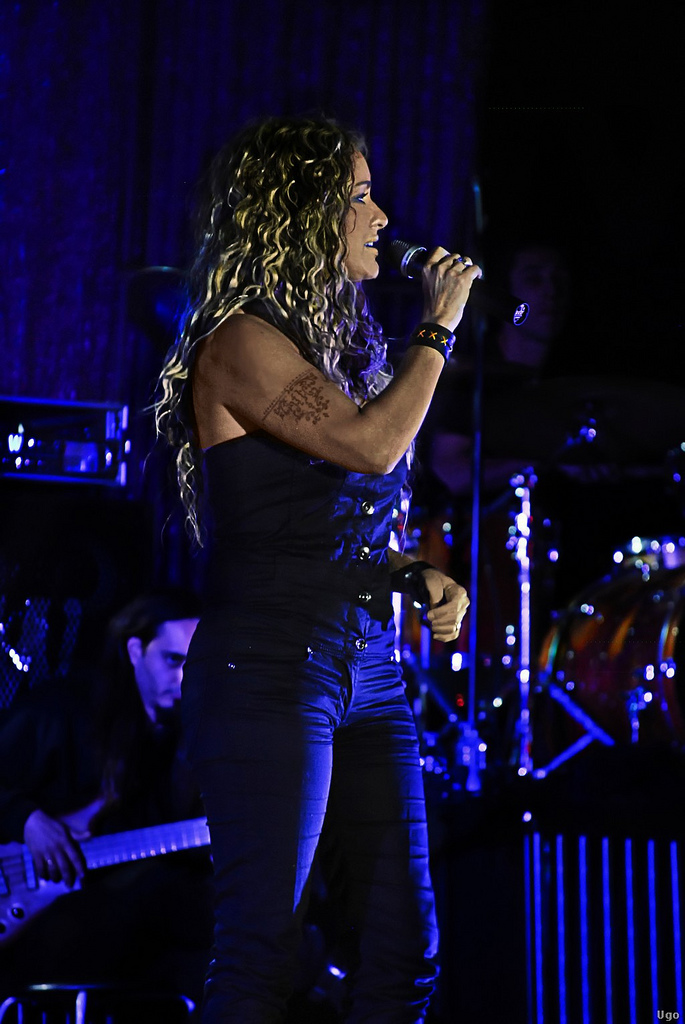
Rita Guerra

Rita Maria de Azevedo Mafra Guerra (Lissabon, 22 oktober 1967) is een Portugese zangeres.
Rita Guerra is erg succesvol in haar thuisland Portugal. Al in 1992 deed ze mee aan de nationale finale voor het Eurovisiesongfestival. Met het lied "Meu amor inventado em mim" behaalde ze de tweede plaats. Ze deed mee aan grote shows voor de Portugese televisie. In 1999 trad ze op in de "POPopera", een originele show met een moderne musicalversie van enkele beroemde opera arias.
Rita Guerra heeft ook de stemmen ingesproken voor diverse Disneyfilms. Onder andere voorzag ze de films "Tarzan" en "The beauty and the beast" van Portugese stemmen..
Momenteel zingt Rita Guerra iedere avond in het Casino van Estoril als topster van de show. Ze vertegenwoordigde in 2003 haar land op het Eurovisiesongfestival.
1964: António Calvário · 
1965: Simone de Oliveira · 
1966: Madalena Iglésias · 
1967: Eduardo Nascimento · 
1968: Carlos Mendes · 
1969: Simone de Oliveira · 
1971: Tonicha · 
1972: Carlos Mendes · 
1973: Fernando Tordo · 
1974: Paulo de Carvalho · 
1975: Duarte Mendes · 
1976: Carlos do Carmo · 
1977: Os Amigos · 
1978: Gemini · 
1979: Manuela Bravo · 
1980: José Cid · 
1981: Carlos Paião · 
1982: Doce · 
1983: Armando Gama · 
1984: Maria Guinot · 
1985: Adelaide Ferreira · 
1986: Dora · 
1987: Nevada · 
1988: Dora · 
1989: Da Vinci · 
1990: Nucha · 
1991: Dulce Pontes · 
1992: Dina · 
1993: Anabela · 
1994: Sara Tavares · 
1995: Tó Cruz · 
1996: Lúcia Moniz · 
1997: Célia Lawson · 
1998: Alma Lusa · 
1999: Rui Bandeira · 
2001: MTM · 
2003: Rita Guerra · 
2004: Sofia Vitória · 
2005: 2B · 
2006: Nonstop · 
2007: Sabrina · 
2008: Vânia Fernandes · 
2009: Flor-de-Lis · 
2010: Filipa Azevedo · 
2011: Homens da Luta · 
2012: Filipa Sousa · 
2014: Suzy · 
2015: Leonor Andrade · 
2017: Salvador Sobral · 
2018: Cláudia Pascoal · 
2019: Conan Osíris · 
2021: The Black Mamba · 
2022: Maro · 
2023: Mimicat · 
2024: Iolanda · 
2025: Napa
- International Standard Name Identifier: 0000 0003 7256 6946
- Library of Congress Control Number: no2016132312
- MusicBrainz: a0f2f55a-902b-43cd-8732-6e949de0ed6a
- Virtual International Authority File: 317198918
- WorldCat: E39PBJqfKmKH9c7Kr7KwVRqYT3